# Atlantic (film, 1929)
Pour les articles homonymes, voir Atlantic.
Pour plus de détails, voir Fiche technique et Distribution.
Atlantic est un film britannique d'Ewald André Dupont sorti en 1929. Il relate le naufrage du Titanic et est l'un des premiers films sur le sujet. Les réalisateurs ayant reçu des plaintes de la White Star Line au sujet de l'impact négatif que pourrait avoir le film sur les affaires de la compagnie, le navire sur lequel se déroule l'action n'est pas le Titanic mais un fictif Atlantic.
Le film est l'un des premiers films parlants sortis au Royaume-Uni. Il est également le premier sorti en Allemagne. Une version française est sortie en 1930 sous le titre Atlantis.

## Synopsis
À bord de l’Atlantic, un paquebot transatlantique, un homme tombé amoureux d'une passagère est découvert par sa femme. Dans le même temps, John et Alice Roll, un couple de personnes âgées, fête à bord son anniversaire de mariage.
Au milieu de l'océan, le navire heurte un iceberg et sombre après avoir subi de lourds dommages. Par manque de canots de sauvetage, l'équipage ne fait partir que les femmes et enfants. De nombreux couples sont séparés, à l'exception des Roll, qui décident de périr ensemble (le film s'inspire ici de l'histoire d'Isidor Straus et de son épouse Ida). Après le départ du dernier canot, tous les passagers se rassemblent sur le pont et entonnent Plus près de toi, mon Dieu avant de réciter un Notre Père dans le salon du navire.

## Fiche technique
- Titre : Atlantic
- Réalisation : Ewald André Dupont
- Production : Ewald André Dupont, John Maxwell
- Scénario : Victor Kendall, Ernest Raymond
- Musique : John Reynders
- Photographie : Charles Rosher
- Montage : Emile de Ruelle
- Pays d'origine :  Royaume-Uni
- Langue : Anglais
- Format : noir et blanc
- Genre : film catastrophe
- Distribution : British International Pictures
- Durée : 90 minutes (États-Unis) ; 87 minutes (Royaume-Uni) ; 83 minutes (Danemark)
- Date de sortie : 15 novembre 1929

## Distribution
- Franklin Dyall : John Rool
- Madeleine Carroll : Monica
- John Stuart : Lawrence
- Ellaline Terriss : Alice Rool
- Monty Banks : Dandy
- Donald Calthrop : Pointer
- John Longden : Lanchester
- Arthur Hardy : Maj Boldy
- Helen Haye : Clara Tate-Hughes
- D.A. Clarke-Smith : Freddie Tate-Hughes
- Joan Barry : Betty Tate-Hughes

## Réalisation
Atlantic est le quatrième film consacré au naufrage du Titanic. Les trois premiers étaient des films muets sortis en 1912 et 1915, dont deux ont disparu. Au moment du projet du film, la White Star Line, compagnie propriétaire du Titanic, existe encore et connaît des difficultés financières aggravées par la crise économique. Plusieurs lettres sont envoyées aux réalisateurs et producteurs pour faire part des craintes de la compagnie au sujet de l'image que pourrait donner d'elle un film sur le naufrage du Titanic. Le problème est accentué par le fait qu'un des jumeaux du paquebot disparu, l’Olympic, est toujours en service.
Les producteurs doivent finalement renoncer à appeler leur navire Titanic au profit du fictif Atlantic. La White Star, considérant que l'allusion à son navire reste évidente, demande également à ce qu'un message diffusé pendant la projection indique au spectateurs que les navires actuels disposent de canots de sauvetage en nombre suffisant.
Atlantic est également un des premiers films parlants au Royaume-Uni. Une version allemande est également réalisée, et est le tout premier film parlant dans ce pays. En 1930 sort également une version française, Atlantis. Enfin, une version danoise muette est également produite.